# نمانیا پتریچ
نمانیا پتریچ ((به صربی: Nemanja Petrić)؛ زادهٔ ۲۸ ژوئیهٔ ۱۹۸۷) بازیکن والیبال اهل صربستان است. پتریچ در حال حاضر عضو تیم ملی والیبال صربستان و باشگاه مودنا است.
وی برای اولین بار در سال ۲۰۰۹ به تیم ملی کشورش دعوت شد.